# Parepilysta papuana
Parepilysta papuana är en skalbaggsart som beskrevs av Stefan von Breuning 1956. Parepilysta papuana ingår i släktet Parepilysta och familjen långhorningar. Inga underarter finns listade i Catalogue of Life.